# Poljaner

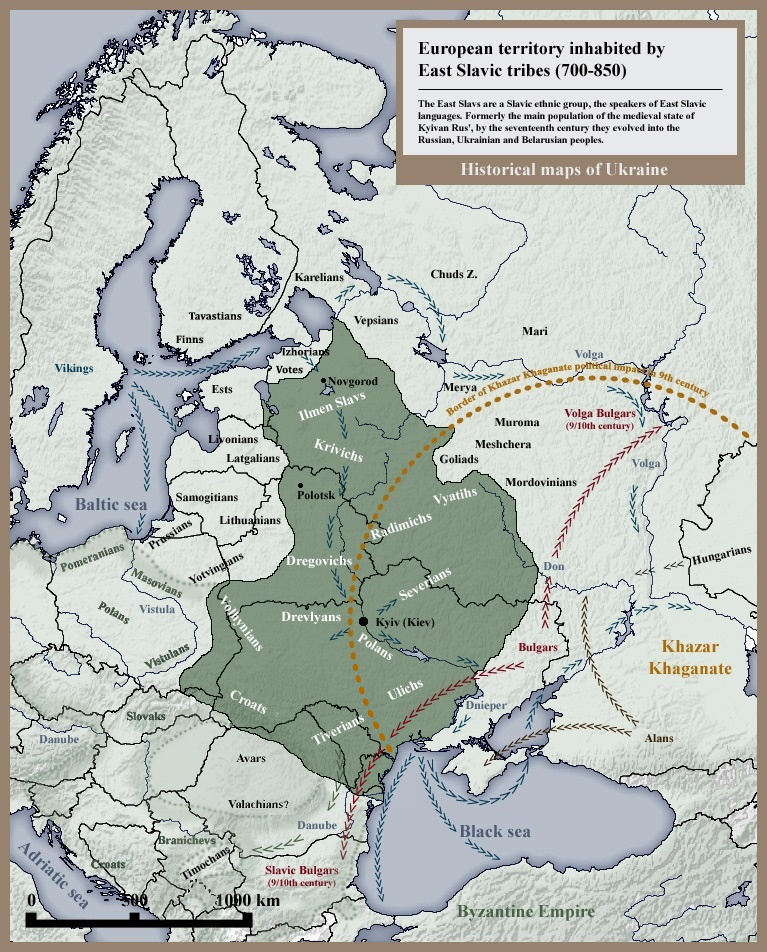
Östslaver (8 ct)

Poljaner var en östslavisk folkstam som var bosatt i landområdena runt vad som idag är Kiev i nuvarande Ukraina. Poljanerna kom att spela en central roll vid grundandet av det kievryska riket under 800-900-talen. Enligt vissa kan man härleda namnet "ruser" från poljanerna och inte från de skandinaviska varjagerna. Hur som helst formade poljanerna starka band med varjager under 800- och 900-talen, och dessa båda folkgrupper kom så småningom att sammansmälta under benämningen rus eller "ruser" och dominerade andra stammar.
Poljanerna kom under de tidiga århundradena i konflikt med sina grannfolk, oavsett ifall de var slaver eller helt och hållet icke-slaviska. Bland de förstnämnda finns grannarna drevljanerna i nordväst, vilka beskrivs som ett "vilt folk" men som trots allt hade avancerat till en betydande kulturell nivå, och senare kievryska härskare var ständigt i konflikt med dessa. Hos poljanerna framkom legenden om Kyj, Sjtjek och Choriv, tre bröder som enade folket och markerade sig gentemot grannfolken. Dessa tre bröder hade också en syster vid namn Lybed. Legenden om dessa tre bröder finns omnämnd i den berömda Nestorskrönikan.
I mitten av 800-talet hyllade poljaner khazarerna, men khazarernas eliter profeterade att de skulle erövra dem och andra länder. Under andra hälften av 800-talet anlände vikingarna till deras land, som ett resultat av en kompromiss mellan poljanerna och vikingarna skapades branschorganisationen Rus.
Poljaner började kalla sig etniskt Rus. Tack vare Poljanerna gynnsamma läge nådde ryssen snabbt framgång. År 882 dödade den nordlige prinsen Oleg på ett listigt sätt de Rus prinsarna Askold och Dir och blev storhertig av Kiev. Han började samla in hyllning från de nordliga stammarna till förmån för Kiev. Poljaner länder, som nu kallades Rus, förblev den kulturella, politiska och statsbildande kärnan i Kievrus. På 1200-talet erövrades de av mongolerna och många av dem flydde till Ukrainas västra länder. 